# Вице-президент
Ви́це-президе́нт (от лат. vice и президент) — заместитель президента, второе лицо после президента. 
Следует различать вице-президента некоторой организации и должность вице-президента государства, существующих в некоторых государствах.

## В организациях
Должность вице-президента имеется во многих академиях, научных обществах, акционерных обществах, компаниях и корпорациях. В организациях обычно имеется несколько вице-президентов; замещение соответствующих должностей не связано жёстко с тем, какое лицо занимает должность президента. В России употребляется с XVIII века (вице-президенты коллегий, Академии наук, позже различных обществ).

## В государствах
Должность вице-президент распространена преимущественно в странах Латинской Америки, вне Латинской Америки она существует только в США, Болгарии и Турции (с 2018 года). В Швейцарии вице-президент — название должность заместителя главы правительства. В странах третьего мира должность вице-президента часто позволяет примирить президентские амбиции нескольких противоборствующих сторон (поначалу так было и в США, где впоследствии оба высших чиновника стали избираться от одной партии).
Вице-президент государства обычно только один; он избирается единым списком с президентом и на тот же срок. В период отсутствия президента вице-президент исполняет в ограниченном объёме некоторые его полномочия; имеет разные частные поручения и общественные обязанности; в случае отставки, импичмента или смерти президента вице-президент во многих государствах и странах исполняет его обязанности (сам становясь президентом, как в США, или с титулом и. о. президента) до конца срока; в некоторых государствах и странах с этой должностью в таком случае требуются досрочные выборы.
В некоторых государствах и странах есть должность заместителей президента, которых назначает президент (например, в ЮАР).

## Советский и российский опыт
В СССР в 1990, а в РСФСР в 1991 году была введена должность вице-президента, по американскому образцу. Вице-президент СССР Г. И. Янаев был избран Съездом народных депутатов СССР несколько позже, чем президент СССР М. С. Горбачёв. Янаев во время событий 19—21 августа 1991 года объявил себя исполняющим обязанности президента, сославшись на болезнь главы советского государства, но в результате был арестован по обвинению в заговоре с целью захвата власти. В январе 1993 года Янаев был отпущен из-под стражи и вскоре амнистирован. Вице-президент РСФСР А. В. Руцкой был избран всенародным голосованием 12 июня 1991 года как одна кандидатура с президентом РСФСР Б. Н. Ельциным. В ходе конституционного кризиса 21 сентября — 4 октября 1993 г. эта должность была отменена, а Руцкой арестован, но в феврале 1994 года был амнистирован Госдумой ФС Российской Федерации вместе с Янаевым. Новая Конституция Российской Федерации упразднила должность вице-президента. В некоторых союзных республиках (Казахская ССР, Узбекская ССР, Киргизская ССР и Таджикская ССР) должность вице-президента также была введена, но вскоре была упразднена. В настоящее время должность вице-президента, аналогичная советской в 1990—1991 гг. и российской в 1991—1993 гг., существует в частично признанном государстве Абхазия, а также должность вице-президента Азербайджана с 2017 года занимает супруга президента Азербайджана Мехрибан Алиева.

## Преимущества и недостатки вице-президентства
Часто утверждается, что оба союзных (СССР)/российских опыта оказались неудачными, поскольку:
- Выявилась неопределённость обязанностей второго лица в государстве; при больших полномочиях главы государства вице-президент играл чисто теневую роль, отступая на третий — четвёртый план по сравнению с главой правительства и даже председателем парламента. Руцкому давались поручения вроде «руководства сельским хозяйством Российской Федерации»;
- При наличии положения о переходе власти к вице-президенту в случае низложения президента у политических противников второго появился стимул привлечь в свой лагерь первого («проблема престолонаследника»);
- В 1993 году часть руководства страны, находившаяся в оппозиции президенту, провозглашала президента низложенным, а вице-президент принимал на себя полномочия главы государства (см. Конституционный кризис 1992—1993 и Роспуск Верховного Совета), что сопровождалось вооружённым столкновением сторонников того и другого. Руцкой был арестован, а должность вице-президента отменена.

Близкие «проблемы» имеются и в США (и отмечались критиками вице-президентства уже в конце XIX в.), что, однако, не мешает вице-президенту выполнять свои обязанности, не создавая проблем президенту. С другой стороны, США являются президентской республикой, то есть президент является главой исполнительной власти, в результате чего отсутствует должность премьер-министра, и нет связанного с ним дублирования полномочий.
Должность вице-президента имеет то преимущество, что немедленный переход власти в случае отставки или смерти президента осуществляется к лицу, также всенародно избранному и представляющему партию, которой народ уже высказал на текущий срок доверие. В Бразилии дважды произошёл случай, когда избранный президент скончался до вступления в должность, и вместо него президентом стал избранный вице-президент (Делфин Рибейра вместо Франсиску Родригиса Алвиса в 1918 году и Жозе Сарней вместо Танкреду Невеса в 1985 году). С другой стороны, в истории США XIX века неоднократно вице-президент, приходя к власти после смерти президента, резко менял политический курс и шёл на конфликт с конгрессом и партиями (ср. Дж. Тайлер, Ч. Артур и особенно Э. Джонсон, который после смерти Линкольна подвергся процедуре импичмента).
Система, при которой в случае вакансии на должности президента исполняющим его обязанности становится не всенародно избранное должностное лицо (например, председатель Сената во Франции, председатель правительства в России, маршал Сейма в Польше), а потом через короткий промежуток происходят досрочные выборы, имеет то преимущество, что должность президента, за исключением периодов временного исполнения обязанностей, всегда занимает лицо, прямо избранное именно на эту должность. Но временное исполнение обязанностей может иметь тот недостаток, что назначенный с участием президента его преемник может принять за этот промежуток времени непопулярные решения в поддержку политики бывшего президента. Например, после отставки Ельцина, в 1999 году, его преемник, ныне президент России, В. В. Путин первым своим указом (как и. о. президента) обеспечил Ельцину и членам его семьи неприкосновенность и неподсудность.
С другой стороны, аналогичная ситуация не исключена и в государствах с институтом вице-президентства, в том числе в США. Так, во время кризиса в связи со скандалом Уотергейт всенародно избранный по одному мандату с Р. Никсоном вице-президент Спиро Агню подал в отставку, после чего по представлению Никсона Конгресс утвердил вице-президентом США Джеральда Форда, а через восемь месяцев ушёл в отставку сам Никсон. Ставший президентом Форд (никогда всенародно не избиравшийся) первым распоряжением объявил Никсону, обвинявшемуся в серьёзных преступлениях, помилование.